# 天使 (瑪丹娜歌曲)
《天使》（英語：Angel）是美國女歌手瑪丹娜在1985年4月發行的歌曲，為她第二張錄音室專輯《宛如處女》（英語：Like a Virgin）中第三首發行的單曲。〈天使〉在美國單曲榜最高名次為第5名。

## 資料

### 歌曲簡介
〈天使〉是瑪丹娜和友人Steve Bray共同譜寫編製，曲風和專輯《宛如處女》中的其它歌曲大同小異，都是節奏輕快的舞曲。瑪丹娜和Steve Bray兩人合作的作品在《宛如處女》中就佔了四首，〈天使〉是這四首之中唯一發行單曲的。
1985年是瑪丹娜在事業上非常忙碌的一年，除了要宣傳自己的專輯《宛如處女》，還發行了兩部電影的主題曲〈為你瘋狂〉和〈跟上旋律〉，因此瑪丹娜在這一年光是出現英美兩地排行榜上的歌曲就高達7首，更驚人的是，這7首都進入了前五名。

### 商業成績
〈天使〉是專輯《宛如處女》第三首發行的單曲，但由於瑪丹娜行程滿檔，因此並沒有為這支單曲拍攝音樂影片，不過〈天使〉依舊進入了告示牌單曲榜，還獲得最高成績第5名。雖然〈天使〉沒有MV幫忙加強宣傳，但它在榜內還是停留了17週之久，單曲銷數字也輕鬆突破50萬張，成為瑪丹娜第四首金單曲。在1985年告示牌年終百大單曲排名中，〈天使〉名列第81名。
此外，美版的〈天使〉單曲和英版單曲中所收錄的歌曲也不同，美版的〈天使〉單曲在B面還有加收錄〈跟上旋律〉，英版的則沒有，在英國〈跟上旋律〉是獨立自成單曲跟〈天使〉分開發行。而非常巧合的是〈天使〉在英國單曲榜也一樣獲得第5名。